# 鳥栖ジャンクション
鳥栖ジャンクション（とすジャンクション）は、佐賀県鳥栖市にある九州自動車道と長崎自動車道、大分自動車道を接続するジャンクションである。
ここでは、ジャンクションに近接する長崎自動車道鳥栖インターチェンジ（とすインターチェンジ）についても説明する。

## 鳥栖ジャンクション

### ジャンクション概要
九州を南北に縦断する九州縦貫自動車道（九州自動車道）と、九州を東西に横断する九州横断自動車道長崎大分線（長崎自動車道・大分自動車道）が直交する場所に建設され、相互に接続するものである。九州の主要都市を結ぶ節点として重要な位置にあり、九州では最も交通量の多いジャンクションの一つである。1975年（昭和50年）に九州自動車道の延伸に伴い（実質的には鳥栖ICの施設の一部として）運用開始。1985年（昭和60年）の長崎自動車道（※当時九州横断道の鳥栖IC～佐賀大和IC）開通により、ジャンクションとしての本格運用が始まり、1987年（昭和62年）の大分自動車道開通により4枝交差のジャンクションとなった。
ジャンクションの形式として日本では珍しいクローバー型を採用していることが大きな特徴である。形式に起因する問題点から、2001年（平成13年）3月には、九州自動車道北九州方面から長崎自動車道へ直通するランプ（サガンクロス橋）の追加整備を行っている。
接続路線および設計速度は以下のとおり。
- 九州自動車道- 設計速度 120km/h
- 九州横断自動車道 - 設計速度 100km/h
  - 長崎自動車道
  - 大分自動車道
- ランプ数 - 9箇所。設計速度 40km/h（一部 80km/h）

### 特徴と問題点

#### 日本で数少ないクローバー型ジャンクション

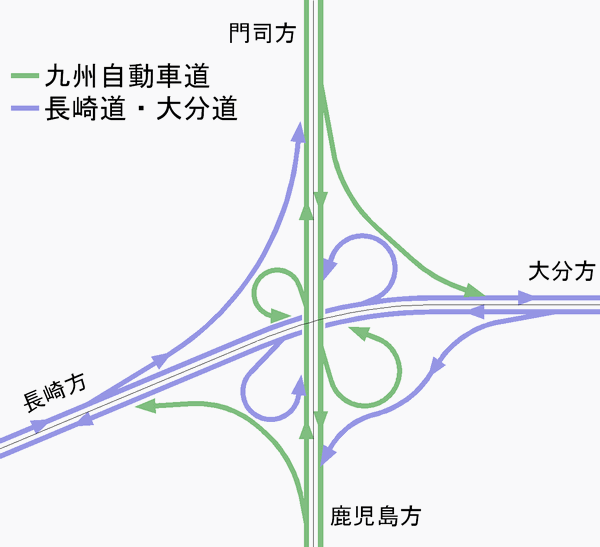
1987年頃の鳥栖ジャンクション。
（図中、集散路は省略）

本ジャンクションは形式としてクローバー型を採用している。クローバー型は4枝の完全立体交差における基本形であり、左方分岐のランプと右方分岐のループランプが、対称形の美しい形状をなすのが特徴である。この形式は立体交差が1箇所で済むことから、構造物の建設コストが低いのが利点であり、アメリカ合衆国のハイウェイに多く見られる。その反面、用地を多く必要とすることから、土地に制約の多い日本では一般に採用には至らず、この形式を採用している高速道路のジャンクションは、ここと清武ジャンクション（東九州自動車道・宮崎自動車道）だけである（清武ジャンクションはループランプを一つ欠いたクローバー型である）。なお、高速道路のインターチェンジでは三重県亀山市の亀山インターチェンジ・東京都大田区にある首都高速道路の平和島出入口、一般道では千葉県浦安市の国道357号・県道242号交点などの例がある。

#### クローバー型の問題点
クローバー型を採用した本ジャンクションであったが、この形式には用地を多く必要とする以外にも問題点を含んでいた。
ループランプにおける問題
クローバー型においては、ランプの半数が、270度の旋回を要するループランプとなる。このループランプが4箇所も存在することから、用地の制約で曲線半径を大きく取ることができず、設計速度を低く抑える必要がある。本来、高速道路のジャンクションは円滑な交通流を確保するため、設計速度は高く取るのが望ましいとされ、設計速度の低いループランプは円滑な交通の妨げとなりやすい。
また、ループランプは運転者が方向感覚を失いやすい問題もはらんでいる。
不正通行の問題
クローバー型では、ループランプから別のループランプへ進入することが可能であるため、ジャンクション内のループランプを延々走り続けることが可能である。これは、誤って目的と異なるランプへ進入した場合、ループランプを乗り継ぐことで目的の路線に復帰できる利点である。その一方で認められていない重複区間利用など、有料道路の不正通行を誘発しかねない欠点でもある。
合流・分流における問題と織り込み交通
クローバー型では、以下の順で合流・分流を繰り返す。
1. 分流（左方分岐ランプへ）
2. 合流（接続路線からの右方分岐ランプ）
3. 分流（右方分岐ランプへ）
4. 合流（接続路線からの左方分岐ランプ）

分流が2箇所に分かれていることは、運転者が誤進入を起こす原因となるほか、合流の直後に分流があることから、合流した車両と分岐しようとする車両が交差する『織り込み交通』が生じる（下図）。織り込み交通は、交通容量を低下させ渋滞の原因となるほか、事故も招きやすいなど安全上も好ましくないとされる。

本ジャンクションでは織り込み交通への対応として、本線と独立した集散路を設けて合流・分流を集約する構造であるが、織り込み交通そのものの解消とはならない。この結果、交通量の増大とともに本ジャンクションの構造を原因とした、大規模な渋滞がしばしば見られるようになり、渋滞への対策が迫られるようになった。

#### 新設直結路とサガンクロス橋

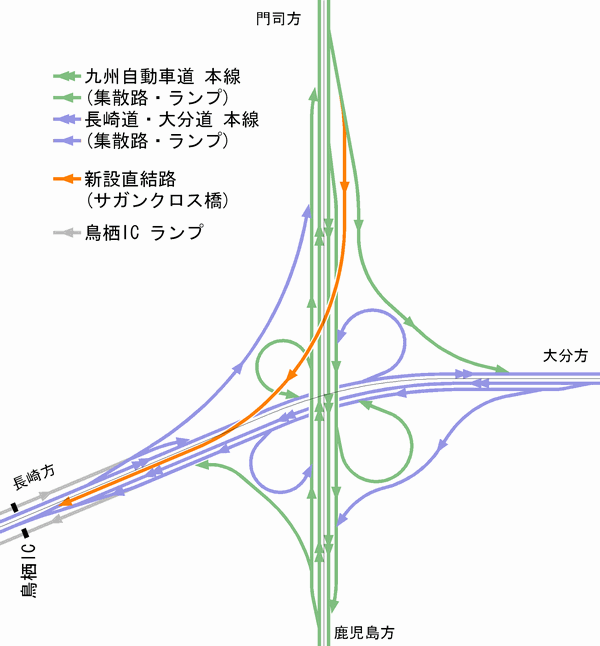
2001年直結路新設後の鳥栖ジャンクション。

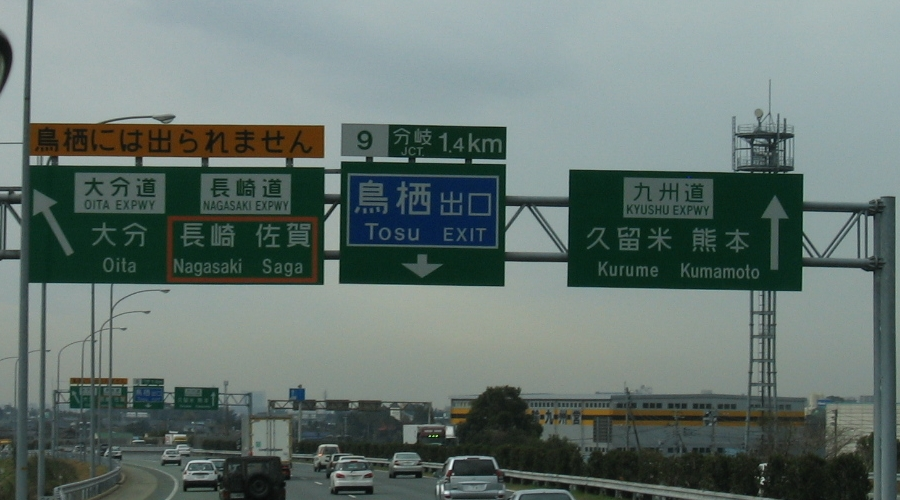
九州自動車道下り方面の行先案内板。行先別に色分けする事で、利用者に配慮されている。

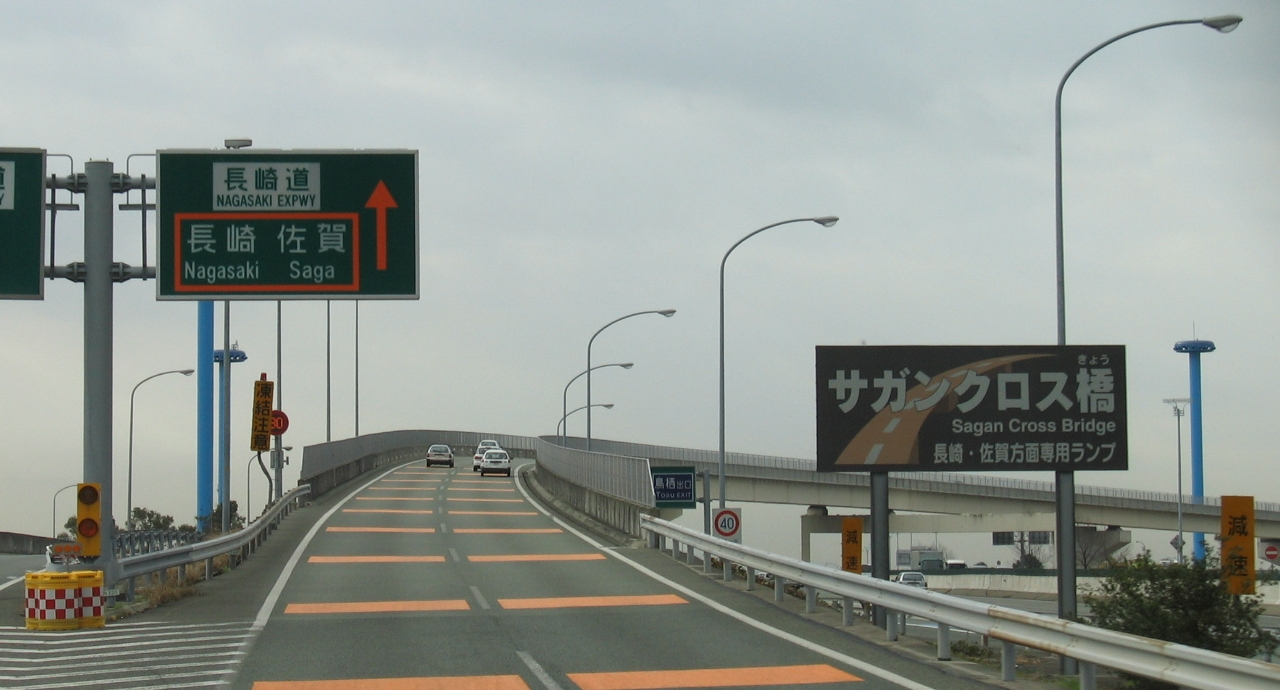
九州道門司方と長崎道を結ぶ、「サガンクロス橋」

鳥栖ジャンクションの弱点であるループランプのうち、とくに交通量の多い九州道門司方と長崎道を結ぶランプの混雑解消のため、新たに直結ランプが設けられた。2001年（平成13年）3月に完成・供用開始。橋梁部には『サガンクロス橋』の愛称が付けられている。
新設直結路は、門司方から長崎方への片方向ランプで、緩い曲線でジャンクションをまたぐように設けられた。従来のループランプの設計速度が時速40kmであったのに対し、新設直結路は時速80kmで設計され、幅員も2車線を確保して本線並みの走行性を与えた。これにより、本ジャンクションの構造に起因する渋滞は緩和されることとなった。
一方、門司方から長崎方へ向かう旧来のループランプもそのまま残されており、門司方から鳥栖インターチェンジへ向かう車両に利用されている。これは、新設直結路は長崎道の中央寄り車線に合流するため、長崎道の集散路と接続する鳥栖インターチェンジ出口には行くときは、新設直結路が利用できないためである。
もともとクローバー型ジャンクションは、本線からの分流箇所が複数あることから、車両の誤進入を起こしやすい構造である。これに加え、新設直結路が追加されたことでさらに分流方式が複雑となったため、以下のように路面に色を付けたペイントを施して、利用者の誤進入防止を図っている。
- 大分方面 - 白（□）
- 長崎方面 - オレンジ（■）
- 鳥栖出口 - 青（■）

#### サガンクロス橋の諸元
新設直結路のうち500メートルの区間は、本線およびランプの上空に架かる跨道橋（サガンクロス橋）である。本橋は供用中の高速道路上空に架設することから、橋脚の設置位置に制約が大きい。さらに曲線橋であることなどを考慮し、上部工として鋼連続箱桁橋が選定された。鋼箱桁橋は、曲げ剛性・ねじり剛性がともに高く、支間の長い曲線橋に適した橋梁形式である。
また、6本の橋脚のうち3本は本線上空で橋桁を支えることから、門型の鋼製ラーメン橋脚が採用され、本線を跨ぐように設けられている。
サガンクロス橋の諸元は以下に示すとおりである。
- 規格 - 第1種A規格ランプ・1方向2車線
- 設計速度 - 80 km/h
- 上部工形式および支間割 - 鋼連続非合成箱桁橋（2主箱桁）×2連
  - 5径間連続箱桁 (58.60m+75.00m+77.00m+65.00m+50.20m)
  - 2径間連続箱桁 (82.0m×2)
- 鋼重 - 2,061トン
- 橋桁製作 - 三井造船
- 下部工形式 - 鋼ラーメン橋脚ほか
- 完成年度 - 2001年

## 鳥栖インターチェンジ

### インターチェンジ概要
国道3号、国道34号と高速道路を接続する施設で、九州道南関IC - 鳥栖IC間開業に合わせ、1973年（昭和48年）に設置された。開通当初は九州道の施設として運用されてきたが、九州横断道佐賀大和IC - 鳥栖IC開通により九州横断道（長崎道）の施設に編入され、インターチェンジ番号も「9」から「1」に変更された。
料金所は、東側（鳥栖JCT側）に接続する鳥栖第一料金所と西側（長崎側）に接続する鳥栖第二料金所がそれぞれ設けられており、両料金所の間はランプで接続されている。鳥栖ICの約500m北方（永吉交差点）で国道3号と国道34号が分岐していることから、両料金所と国道3号と国道34号のそれぞれ両方向に直接接続するランプウェイが設けられており（ただし鳥栖第一料金所→国道3号福岡方面、鳥栖第二料金所→国道3号、国道34号福岡方面→鳥栖第一・第二料金所に接続するランプはない）、料金所の外側（無料部分）でも合流と分岐の折り込みが発生するなど、インターチェンジ単体でもやや複雑な構造となっているが、高速道路本線からランプウェイへの分岐は東側、西側のいずれも1か所に整理されている。
九州第一の都市である福岡市から比較的近く、加えて鉄道網を含めた九州の陸上交通の要衝に立地することもあり、インターチェンジ周辺を含めた鳥栖市には新聞社の印刷工場をはじめとする各種物流拠点や工場等が立地する（後述）。通信販売大手のアマゾンジャパンが2012年に鳥栖市に物流拠点を開設するにあたって、同社のジェフ・ハヤシダ社長は鳥栖市が「福岡に近く高速道路など交通網の利便性に優れていること」を立地選定の理由の一つに掲げている。

### 接続する一般道路
- 国道3号
- 国道34号
  - IC南に隣接する国道3号姫方町交差点で、国道500号・佐賀県道205号鳥栖田代線が分岐。

### 料金所
ブース数：9
- 入口（第一）　
  - ブース数：2
    - ETC専用：1
    - 一般・ETC：1
- 入口（第二）
  - ブース数：2
    - ETC専用：1
    - 一般・ETC：1
- 出口（第一）
  - ブース数：5
    - ETC専用：2
    - 一般：3
- 出口（第二）
  - ブース数：2
    - ETC専用：1
    - 一般：1

## 沿革
- 1973年11月16日:九州自動車道南関IC - 鳥栖IC開通により、九州自動車道のICとして、鳥栖IC（鳥栖第一IC）開設。
- 1975年3月13日:九州自動車道古賀IC - 鳥栖JCT間開通。ジャンクションの運用開始（実質的にはインターチェンジの一部施設）。
- 1985年3月28日:九州横断自動車道（後の長崎自動車道）[注釈 1]佐賀大和IC - 鳥栖IC開通により、鳥栖第二IC開設。ジャンクションとしての本格運用開始。
- 1987年2月5日:大分自動車道朝倉IC - 鳥栖JCT開通。
- 2001年3月24日:九州自動車道下り線と長崎自動車道の直結ランプ、「サガンクロス橋」開通[4]。

## 周辺
鳥栖市の東北、鳥栖市と三養基郡基山町、福岡県小郡市の市町境に近い場所に立地しており、ジャンクションのランプの一部は基山町域や小郡市域にかかる。小郡市の中心市街地は大分道筑後小郡ICよりもむしろ鳥栖JCTの方が近く（筑後小郡ICは小郡市の東端、大刀洗町との市町境に立地）、鳥栖IC経由で小郡市に向かう車もある。
周辺には物流関係や工場群が多く立地するほか、市街地化も進展しつつある。
- 鳥栖トラックステーション
- 鳥栖プレミアム・アウトレット
- 毎日新聞九州センター 鳥栖工場 - 毎日新聞西部本社・スポーツニッポン西部本社・産経新聞西部本部の印刷工場
- プリントメディア西部 鳥栖工場（読売新聞鳥栖工場） - 読売新聞西部本社・スポーツ報知西部本社の印刷工場
- 全国酪農飼料鳥栖工場（旧・全国酪農業協同組合連合会鳥栖飼料工場）
- 久光製薬 本社・九州本社・鳥栖工場
- キユーピー 鳥栖工場
- 鹿児島本線弥生が丘駅・田代駅（両駅のほぼ中間でインターチェンジと直交している）
- アマゾン鳥栖FC

このほか、佐賀競馬場・鳥栖スタジアムの最寄りインターでもある。

## 隣
E3 九州自動車道
(8-1) 筑紫野IC - 基山PA - (9) 鳥栖JCT - (9-1) 小郡鳥栖南SIC - (10) 久留米IC
E34 長崎自動車道
(2) 東脊振IC - 山浦PA - (1) 鳥栖IC - (9) 鳥栖JCT
E34 大分自動車道
(9) 鳥栖JCT - 井上PA（上り線のみ） - (1) 筑後小郡IC

## ギャラリー

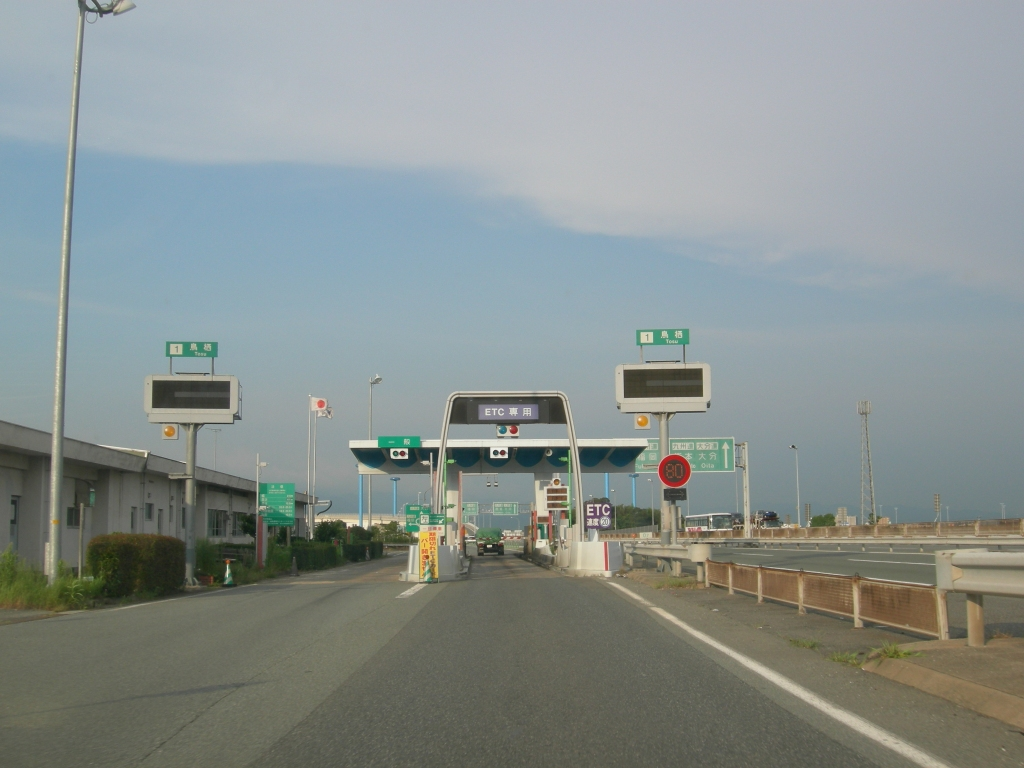
鳥栖第一料金所（発券施設）
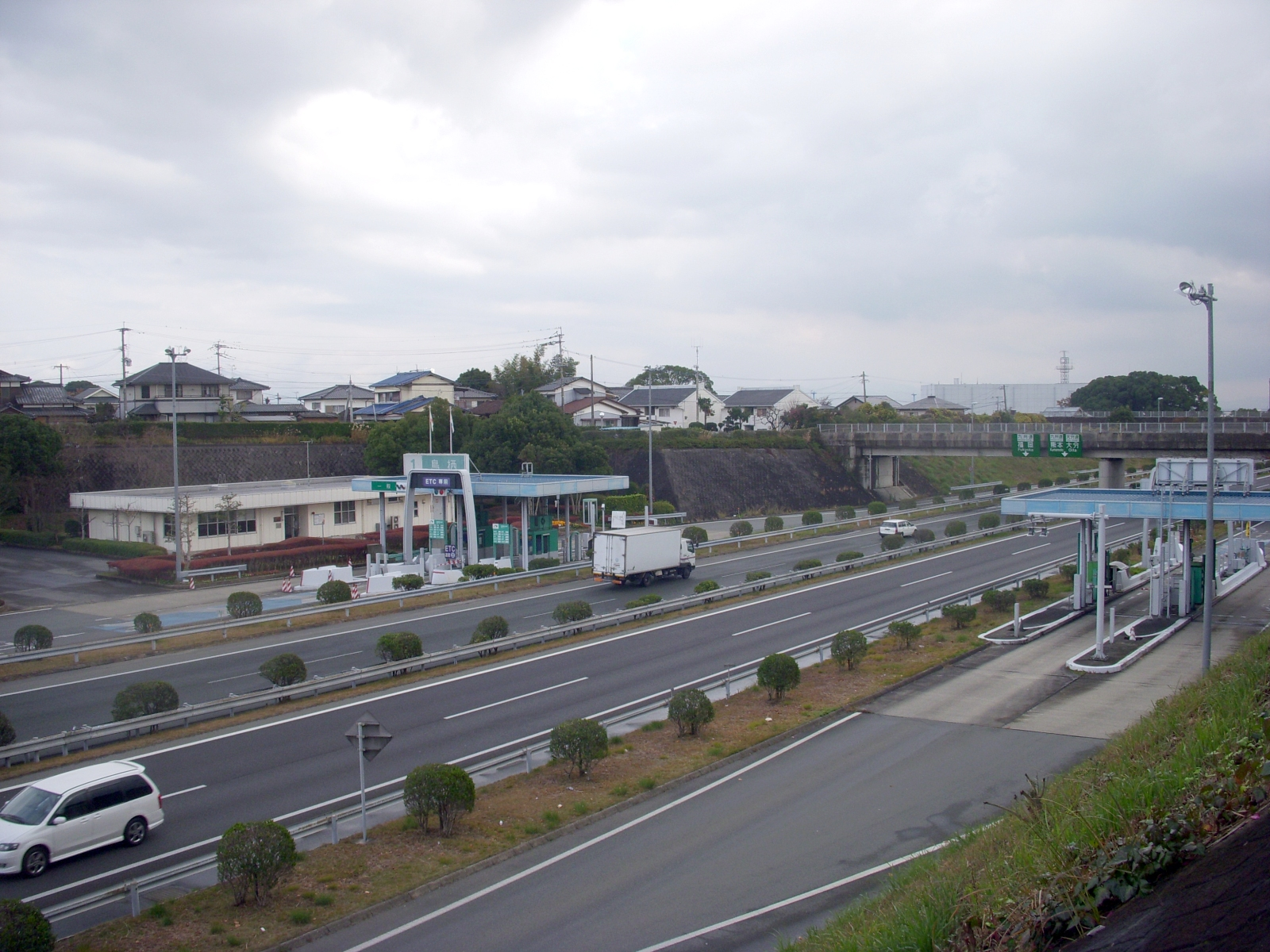
鳥栖第二料金所（右側が発券施設、奥が料金収受施設）
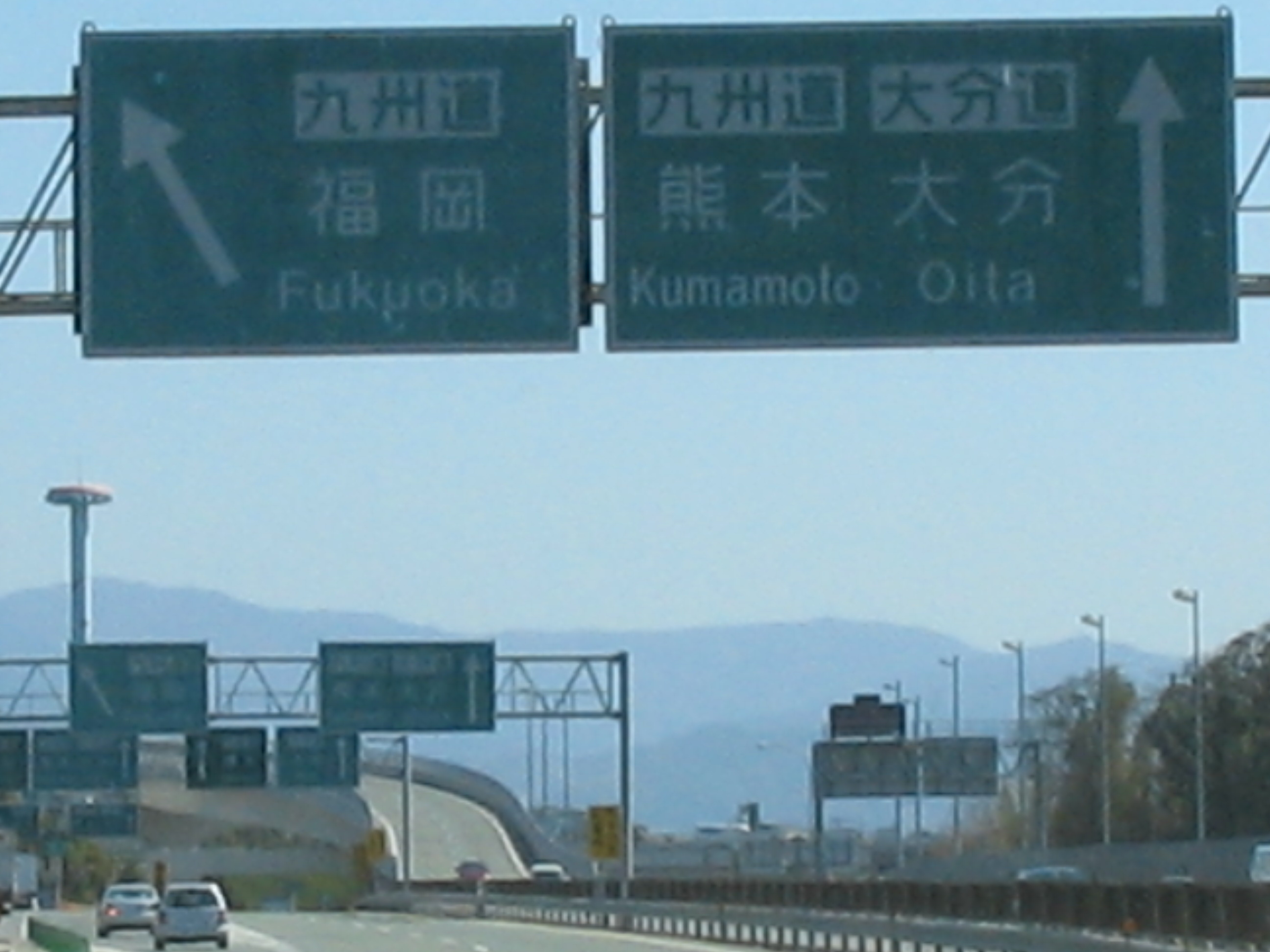
長崎道上り線（大分道・九州道方面）、鳥栖ジャンクション手前で撮影
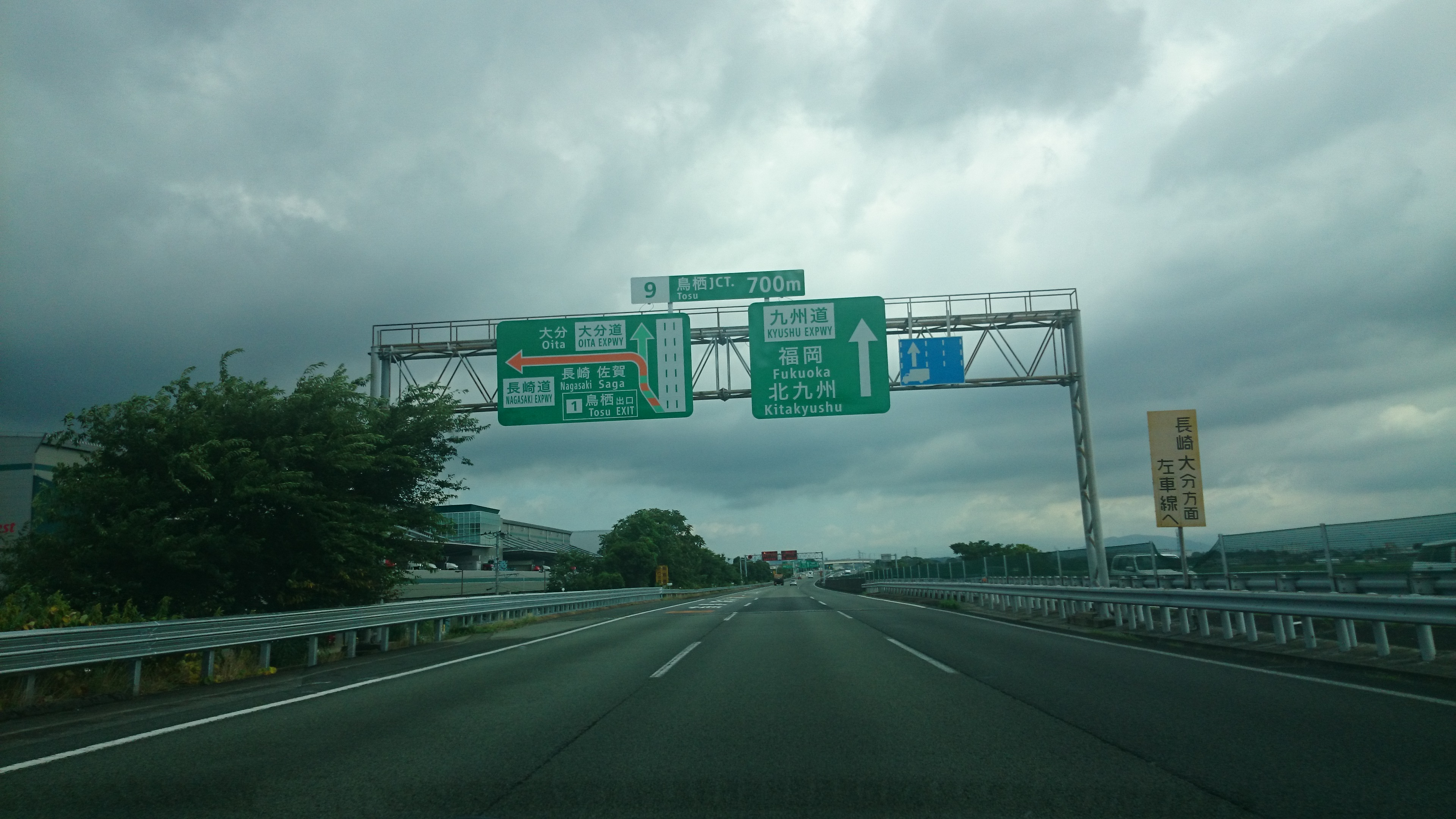
九州道上り線。鳥栖JCTより700m手前で撮影
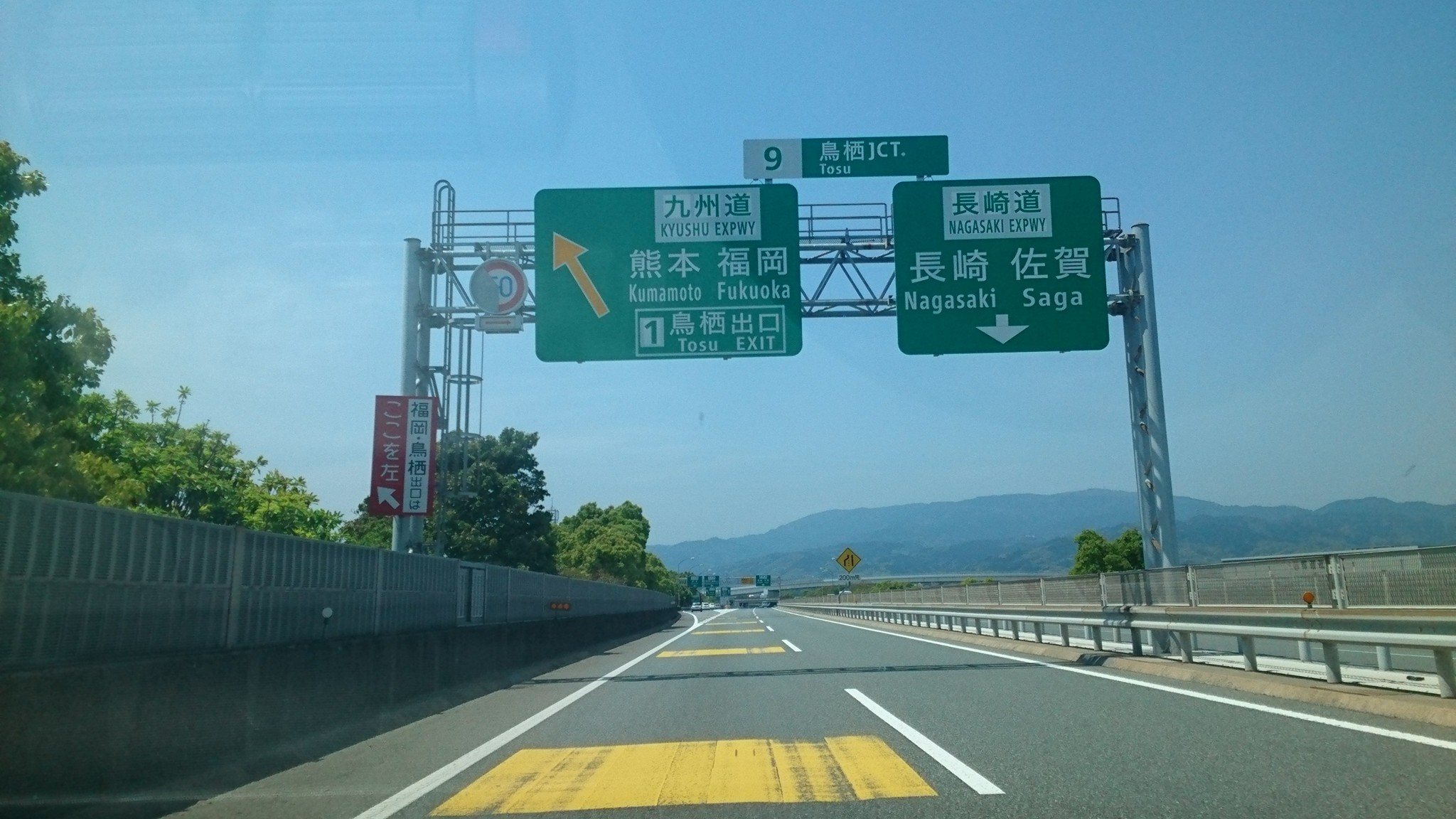
大分道上り線から見た分岐点（長崎道・九州道方面）